# Анаґаріка Ґовінда
Лама Анаґаріка Ґовінда (справжнє ім'я Ернст Лотар Гоффман, нім. Ernst Lothar Hoffmann; 17 травня 1898, 17 травня 1898, Вальдгайм, Середня Саксонія, Саксонія — 14 січня 1985, Мілл-Веллі, Марін, Каліфорнія, США) — засновник ордену «Arya Maitreya Mandala» і популяризатор тибетського буддизму, Абгідгарми, буддійської медитації та інших аспектів буддизму. Також художник та поет.

## Життя в Європі
Ернст Лотар Гоффман народився у Вальдгеймі (Німеччина). Батько — німець, мати — болівійка. Батько був доволі заможним власником сигаретної фабрики. Мати померла, коли сину було 3 роки. Під час служби в німецькій армії у часи Першої світової війни захворів в Італії на туберкульоз і був демобілізований. У процесі відновлення у санаторії досліджував філософію, психологію та археологію у Фрайбурзькому університеті. Він не завершив навчання, але поїхав жити у німецьку арт-колонію на острові Капрі в Італії як художник та поет.
Навчався в Університеті Неаполя і Кальярі і брав участь в археологічних розвідках у Північній Африці. Проживав на Капрі у 1920—1928 рр. У цей час Гоффман знайомиться із працями німецького філософа Людвіга Клагеса, чия біоцентрична метафізика надихнула молодого мислителя та вплинула на його сприйняття буддизму. Вже у віці 16 років він досліджував філософію і завдяки Шопенгауеру знайомиться із буддизмом. Після порівняльного дослідження основних релігій, він приймає буддизм у віці 18 років. Вступає в Асоціацію за буддійське життя (Bund für buddhistisches Leben). На Капрі він практикував медитацію зі своїм американським другом-буддистом.

## Шрі-Ланка
У грудні 1928 року, Гоффман переїхав із Капрі на Шр-Ланку, де став послушником, прийнявши обітницю безшлюбності. Знайомиться із Н'янатілокою Тгерою, з яким на чолі згодом ініціює створення «Міжнародного буддійського союзу» (International Buddhist Union) у 1929 році.
Метою організації було об'єднання усіх буддистів світу і поширення буддійського вчення за допомогою прикладу та участі практикуючих буддистів. Як секретар організації він мандрував до Бірми та Європи у пошуках підтримки. Хоч він приїхав на Шрі-Ланку, щоб стати буддійським монахом, був застережений від цього кроку Анаґарікою Дгармапалою. Причина проста — буддійському монаху дуже складно поєднати практику і мандрівки по світу.

## Життя і мандрівки в Індію та Тибет до Другої світової війни
У квітні 1931 року Ґовінда відвідав всеіндійську буддійську конференцію у Даржлінзі як представник «Союзу». У Сіккімі він зустрівся із тибетським вчителем медитації школи Ґелуг Домо Геше Рінпоче (Лама Нгаванг Калцанг), який вразив його і змінив погляди на тибетський буддизм. З цього моменту він захоплюється цим напрямом буддизму, не перериваючи свого зв'язку із традицією Тгеравади. Лама Нгаванґ навчав медитації Ґовінду і контактував із ним до самої смерті. Під час їхньої експедиції до Тибету, Ґовінда та Лі Ґотамі зустрілися із Аджо Репа Рінпоче, який, згідно зі словами Ґовінди, прийняв їх до школи Каґ'ю. 
Дослідник Дональд Лопез однак піддає сумніву процес ініціації, яку нібито проходив Ґовінда. Швидш за все, це була не традиційна ініціація в певну школу. Ґовінда писав про це у «Основах тибетського містицизму» та «Шляху білих хмар», де розглядає ініціацію як процес позашкільний, що передбачає відкриття внутрішньої реальності і фундаментальну зміну у поглядах на життя.
Ґовінда залишається в Індії, де викладає німецьку та французьку в Університеті Рабіндраната Тагора у Сантінекані. Його втрата інтересу до «Міжнародного буддійського союзу» спричинила занепад цієї організації. У 1932 році мандрує в Тибет із Сіккіму, а в 1933 — із Ладаху. Літні місяці 1932—1934 рр. проводив час у медитаціях разом із Уппалаванною — буддійською монахинею та Ваппо — буддійським монахом.
У листі від 1.9.1934 року пише, що він приїхав на Шрі-Ланку в компанії Рабіндраната Тагора для прочитання серії лекцій про тибетський буддизм. Це була частина кампанії на підтримку буддійського університету у Сарнаті. Інтересу ці лекції не викликали і це розчарувало Ґовінду, в якого закінчилися гроші.
За рекомендацією Домо Геше Рінпоче Ґовінда засновує орден «Arya Maitreya Mandala» 14 жовтня 1933 року. 40 осіб вступило у нього. Ґовінда отримав ім'я Ананґаваджра Кхамсунг Ванґчук.
У 1934 році, у Калькутті провів першу виставку своїх картин. Впродовж 1935—1945 рр. був генеральним секретарем Міжнародної буддійської університетської асоціації (англ. International Buddhist University Association), у межах діяльності якої у м. Сарнат він читав лекції про буддійську філософію, історію, археологію тощо.
У 1936 р. став викладачем Університету Патни, а також він гостював із лекціями в Аллахабадському, Лакновському та Бенареському університетах. Його лекції із буддійської психології були опубліковані у 1939 році як «Психологічна установка ранньої буддійської філософії», а також було видано ще одну книгу «Психо-космічний символізм буддійської ступи» у 1940.

## Друга світова війна
Як громадянин Британії німецького походження, його було інтерновано під час війни як особу із «анти-британськими симпатіями». Спершу його було інтерновано до Ахмеднабару, де зазнавав принижень із боку нацистів, оскільки відстоював антифашистські позиції.
Згодом, разом з іншими інтернованими антифашистами був переселений до Дегра Дану. Н'янатілока та інші німецькі буддійські монахи зі Шрі-Ланки також були інтерновані до Дегра Дану. У цьому таборі Ґовінда близько познайомився з Н'янапонікою й їхня дружба тривала до його смерті.

## Життя у Касар Деві після Другої світової війни та мандрівки до Тибету
У 1947 році одружується із Лі Ґотамі (справжнє ім'я — Ратті Петіт) із Бомбею, яка була його студенткою у Сантінекані у 1934 році. Ґовінда та Лі Ґотамі одягалися у тибетські ряси і були причетними до лінії Друґпа Каґ'ю.
Подружжя жило у будинку, яке винаймали у письменника Вальтера Еванс-Вентца  у Казар Деві, неподалік Алмори у північній Індії. Казар Деві знане у гіппівських колах як «Хребет диваків» (англ. Crank's Ridge) було колонією артистів, письменників та духовних дослідників на зразок Ерла Бревстера, Альфреда Соренсена і Джона Блофельда. Ґовінду в його ашрамі відвідували поети-бітники Аллен Гінзберг та Гері Снайдер, ЛСД ґуру Тімоті Лірі та Ральф Метцнер, психіатр Р. Д. Леінг і тибетолог Роберт Турман. Бажаючих відвідати мислителя було так багато, що подружжя було змушене вивісити знаки, щоб позбутися небажаним гостей.
З Казар Деві подружжя відвідало Тибет наприкінці 40-х рр., де багато малювали, рисували та фотографували. Ці мандрівки було описано у «Шляху білих хмар». Під час експедиції до Цапарангу і Толінгу у Західний Тибет (1948—1949) профінансованої часописом «Illustrated Weekly of India», Ґовінда отримує посвяту у традиції Н'їнґма та Сак'я.

## Світові тури у 1960—1970рр.

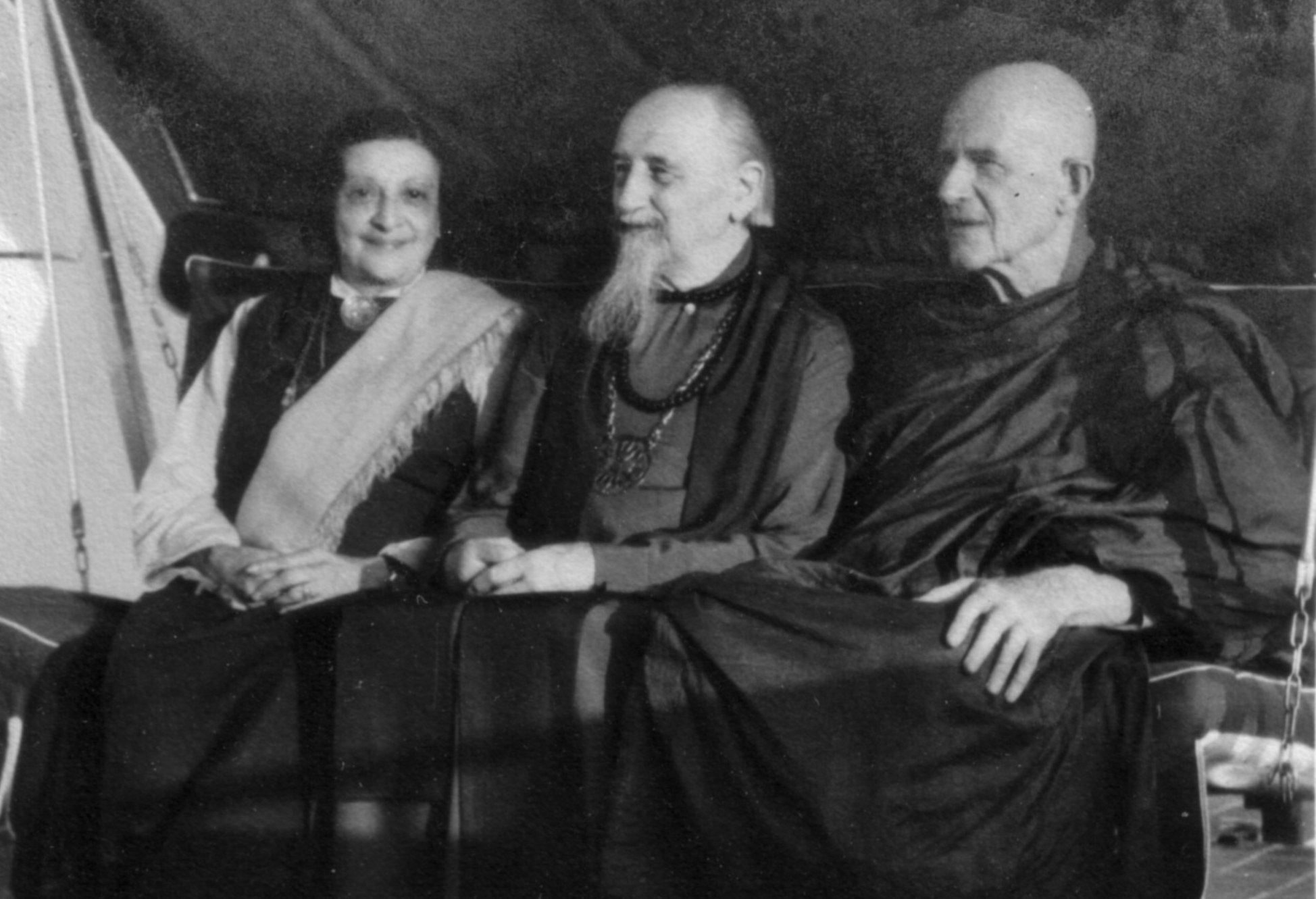
Лі Ґотамі, Анаґаріка Ґовінда, Н'янапоніка Тгера, кінець 1960- початок 1970 рр.

Німець Ганс-Ульріх Рікер, який вступив до Ордену Мандали Ар'я Майтреї (Arya Maitreya Mandala Order), за вказівкою Ґовінди заснував Західне крило Ордену у Берліні. Ґовінда поїхав до Європи як представник тибетського буддизму на міжнародній релігійній конференції у Венеції. Також він відвідав Англію, Німеччину, Швейцарію, Австрію та Нідерланди. У 1965 році він провів лекційний тур у Німеччині, Франції та Швейцарії. У 1968—1969 рр. побував у США та Японії. У 1972—1973 та 1974—1976 було організовано світові тури. У 1977 р. востаннє відвідав Німеччину.
Під час подорожей на Захід, Ґовінда заприятелював зі швейцарським філософом Жаном Гебсером, Аланом Вотсом, Роберто Асанджолі та Луізою Рінсер.

## Останні роки
Через проблеми зі здоров'ям Ґовінда поселився на території затоки Сан Франциско, де про нього і його дружину дбали Алан Вотс та Судзукі Роші у Дзен Центрі. У Сан-Франциско він започаткував відділення Ордену під назвою «Дім Дг'яни». У 1980 р. відвідав Індію востаннє і віддав свій дім в Алморі. Всупереч стану здоров'я до останнього залишався свідомим. Під час вечірньої дискусії 14.1.1985 року він відчув різкий біль у шиї, який поширився по тілу, ліг на правий бік і помер сміючись.
Його прах було розміщено у Нірвана-Ступі, яка постала у 1997 році на території монастиря Самтен Чолінг у Дарджелінзі.

## Твори
Ґовінда написав кілька книг на різну буддійську тематику. Його найвідомішими працями є «Шлях білих хмар» і «Основи тибетського містицизму».  Багато його статей опубліковано в часописах Maha Bodhi та Der Kreis

### Праці англійською мовою
- Art and Meditation, (an introduction and 12 abstract paintings), Allahabad 1936.
- The Psychological Attitude of Early Buddhist Philosophy, Allahabad 1937; New Delhi (Motilal Banarsidass Publishers), 1992: ISBN 81-208-0941-6, 1998 edition: ISBN 81-208-0952-1
- Psycho-Cosmic Symbolism of the Buddhist Stupa, Emeryville 1976 (Dharma Publishing): ISBN 0-913546-36-4. First shorter edition published as Some Aspects of Stupa Symbolism, Allahabad 1936.
- Foundations of Tibetan Mysticism, London 1957, 1959, 1969 edition, ISBN 0-87728-064-9
- The Way of the White Clouds, London 1966; Fourth reprint, 1972. 1988 edition: ISBN 0-87773-462-3, reprint: ISBN 0-87773-007-5, Hardcover: ISBN 1-58567-465-6, Paperback: ISBN 1-58567-785-X, Ebury: ISBN 0-7126-5543-3.
- Tibet in Pictures: A Journey into the Past, coauthored with Li Gotami, 1979, 2004, Dharma Publishing. ISBN 978-0-89800-345-1
- Drugs or Meditation? Consciousness Expansion and Disintegration versus Concentration and Spiritual Regeneration, Kandy 1973, Buddhist Publication Society, Bodhi Leaves Series No. 62. [Архівовано 4 березня 2016 у Wayback Machine.]
- Creative Meditation and Multi-Dimensional Consciousness, London 1976, Allen and Unwin.
- Pictures of India and Tibet, Haldenwang and Santa Cruz 1978. (Perhaps identical with Tibet in Pictures: A Journey into the Past?)
- The Inner Structure of the I Ching, the Book of Transformation, San Francisco 1981 (Wheelwright Press). Reprinted: Art Media Resources, ISBN 0-8348-0165-5
- A Living Buddhism for the West, Boston 1990, (Shambhala), translated by Maurice Walshe, ISBN 0-87773-509-3

### Збірки
Ґовінда залишається в Індії, де викладає німецьку та французьку в Університеті Рабіндраната Тагора у Сантінекані. Його втрата інтересу до «Міжнародного буддійського союзу» спричинила занепад цієї організації. У 1932 році мандрує в Тибет із Сіккіму, а в 1933 — з Ладаху. Літні місяці 1932—1934 рр. проводив час у медитаціях разом з Уппалаванною — буддійською монахинею та Ваппо — буддійським монахом.
У листі від 1.9.1934 року пише, що він приїхав на Шрі-Ланку в компанії Рабіндраната Тагора для прочитання серії лекцій про тибетський буддизм. Це була частина кампанії на підтримку буддійського університету в Сарнаті. Інтересу ці лекції не викликали і це розчарувало Ґовінду, в якого закінчилися гроші.
- Buddhist Reflections, New Delhi 1994, Motilal Banarsidass, ISBN 81-208-1169-0.
- Insights of a Himalayan Pilgrim, Oakland 1991, Dharma Press. ISBN 0-89800-204-4.
- The Lost Teachings of Lama Govinda: Living Wisdom from a Modern Tibetan Master, Wheaton, IL, 2008, Quest Books. Ed. Richard Power, Foreword by Lama Surya Das. ISBN 978-0-8356-0854-1.

## Додаткова література
- Ken Winkler, 1000 Journeys: The Biography of Lama Anagarika Govinda, Oakland 1990, Dharma Press; reprinted: Element Books, ISBN 1-85230-149-X